# تراساگیس
تراساگیس (به ایتالیایی: Trasaghis) یک کومونه در ایتالیا است که در استان اودینه واقع شده‌است. تراساگیس ۷۷٫۸ کیلومتر مربع مساحت و ۲٬۴۷۷ نفر جمعیت دارد و ۲۱۷ متر بالاتر از سطح دریا واقع شده‌است.